# Tillandsia alvareziae
Espèce
Classification phylogénétique
Tillandsia alvareziae est une espèce de plantes de la famille des Bromeliaceae, endémique du Mexique.